# Жизнь под страхом
«Жизнь под страхом» (хинди डर, Darr) — индийский романтический фильм с элементами триллера, снятый продюсером и режиссёром Яшем Чопрой и вышедший в прокат 24 декабря 1993 года. Главные роли исполнили Джухи Чавла, Санни Деол и Шахрух Хан.
«Жизнь под страхом» — это второй фильм, в котором Хан играет отрицательную роль. Картина считается одной из лучших в его карьере, роль одержимого влюблённого принесла ему номинацию Filmfare Award за лучшее исполнение отрицательной роли.
Картина также является первым совместным фильмом Шахруха с крупнейшей на данный момент кинокомпанией Индии Yash Raj Films.
Фильм был переснят на языке каннада под названием Preethse в 2000 году, и в 2005 году — на тамильском языке под названием Chinna и на одия  под названием Criminal

## Сюжет
Молодая студентка Киран слышит голос мужчины, певшего для неё в университетском городке Шимлы. Она думает, что это её жених Сунил. Однако, когда девушка возвращается на каникулы домой, он говорит ей, что никогда не был в том городе.
Однажды ночью, когда Киран заходит в дом, некий человек светит ей в лицо фонарём и произносит: «Я люблю тебя, К-к-к-к-киран».
Оказывается, что тот, кто преследует главную героиню — Рахул Мехра, её одногруппник, фанатично в неё влюблённый. У него мало друзей и живёт он в своём особом мире. На стенах его комнаты через проектор отражаются фотографии Киран. Часто он разговаривает по телефону со своей матерью (которая на самом деле погибла 18 лет назад в автокатастрофе) и рассказывает ей о любимой девушке.
Сунил — морской офицер. По иронии судьбы оказывается, что его начальником является отец Рахула. Последний сближается со своим соперником, чтобы быть поближе к Киран.
Преследования Рахула становятся всё более пугающими. Он начинает каждый день звонить Киран, угрожая причинить вред Сунилу, если она не расстанется с ним. Пара влюблённых решает поймать его. Когда Рахул звонит в очередной раз, Киран говорит, что хочет встретиться с ним. Он приглашает её на свидание в отеле у бассейна. В назначенное время девушка сидит за столиком и ждёт его. Сунил стоит на балконе и наблюдает за ней. Но в самый последний момент она невольно выдаёт их намерения и план проваливается. 
На следующий день в доме Киран все гости празднуют Холи. Приходит и Рахул в качестве одного из барабанщиков. Всё его лицо измазано краской, так что парня никто не узнаёт. В конце праздника Киран даёт деньги барабанщикам. Когда очередь доходит до Рахула, он кидает в неё краску и убегает. В погоне за ним Сунил кидает ему в голову стеклянную бутылку. Тот падает, но потом поднимается и сразу убегает.
Через несколько часов Киран получает «подарок». Это кусок белой ткани, на котором кровью Рахула написаны угрозы в адрес её любимого. 
Когда Сунил, Киран и её невестка выходят из ювелирного магазина, Рахул стреляет в соперника, но промахивается. Последний бросается за нападавшим. После долгой погони Сунилу всё же удаётся схватить Рахула, но в этот самый момент первого сбивает машина. Придя в себя в больнице, он даёт показания полиции.
Киран во всем винит себя. Она решает уехать, чтобы спасти жизнь любимому, но на вокзале её останавливает Сунил. Они идут в храм и женятся.
В это время Рахул стоит перед зеркалом и ножом у себя на теле вырезает имя Киран. Он клянётся отомстить и вернуть любимую.
На следующий день молодожёны переезжают в новый дом. Их должна охранять полиция. Но Рахул подстраивает аварию в лифте, где находились полицейские. Киран и Сунил в ужасе обнаруживают любовные послания на стенах своего дома.
Чтобы избежать дальнейших последствий одержимого влюблённого, молодожёны уезжают на медовый месяц в Швейцарию. Рахул, которому по ошибке сообщили, что они отправились в Гоа, летит за ними. Он везде их ищет, но не может найти, однако находит своего друга по колледжу Викрама. Вскоре последний умирает. Рахул всё подстраивает так, чтобы все подумали, что это Вики терроризировал Киран, а из-за безответной любви покончил с собой. 
Вернувшись в Индию, настоящий мучитель Киран начинает общаться её братом с Виджаем, и узнаёт, что она в Швейцарии. Он летит туда и появляется перед ней и Сунилом. Девушка узнаёт в нём своего однокурсника. Все вместе они проводят время. Однажды вечером им звонит Виджай и говорит, что прежде чем уехать в Швейцарию, Рахул приходил к ним. У Сунила возникают подозрения. Он предлагает предполагаемому врагу остаться у них на ночёвку.
На следующее утро Рахул слышит ту самую мелодию, которую он пел для Киран. Музыка приводит его в лес. Там его поджидает Сунил. Он начинает сильно избивать своего врага, но последний просит у него прощения, а затем неожиданно два раза вонзает ему в живот нож.
Рахул находит Киран на яхте и рассказывает ей всю правду. Она в ужасе падает в обморок. Когда девушка приходит в себя, её сталкер говорит ей, что они сейчас поженятся. Начинается ливень.
Неожиданно появляется живой и здоровый Сунил. Между ним и Рахулом начинается драка. В кульминационный момент Киран кричит мужу: «Убей его! Убей!». И именно тогда одержимый влюблённый осознаёт, что не нужен ей. Он перестаёт сопротивляться. Сунил стреляет в него три раза. Находясь на волоске от смерти, Рахул произносит свои последние слова: «К-к-к-к-киран, моя жизнь началась с любви к тебе, с ней же я уйду в могилу. Я виноват перед тобой. Пожалуйста, не держи на меня зла, потому что я люблю тебя больше всего на свете, больше жизни». Звучит песня, которую он написал для любимой.
Киран и Сунил возвращаются в Индию.

## Роли
- Шахрух Хан — Рахул Мехра
- Джухи Чавла — Киран Авасти (Мальхотра)
- Санни Деол — Сунил Мальхотра
- Далип Тахил — капитан Мехра, отец Рахула
- Анупам Кхер — Виджай
- Танви Азми — Пунам
- Анну Капур — Викрам Оберой

## Производство
Изначально Яш Чопра предложил роль Рахула Риши Капуру, которому очень понравился сценарий, однако от роли он отказался, так как не был уверен в своей способности хорошо сыграть отрицательного персонажа. В преддверии съёмок фильма роль Рахула предлагали Аджаю Девгану и Аамиру Хану, но оба отказались. Аамир посоветовал на эту роль Шахрукха. Роль Киран предлагали Равине Тандон и Мадхури Дикшит, но обе не смогли выделить время в уже расписанном графике. У Санни Деола был выбор между ролями Сунила и Рахула, он выбрал первого, надеясь, что положительный герой полюбится зрителям. Однако все произошло совсем наоборот.

## Саундтрек
Саундтрек был написан дуэтом композиторов Шив-Хари и стал вторым по продаваемости болливудским альбомом года.
| №  | Название                        | Исполнители                                      | Длительность |
| -- | ------------------------------- | ------------------------------------------------ | ------------ |
| 1. | «Tu Mere Saamne»                | Удит Нараян, Лата Мангешкар                      | 6:06         |
| 2. | «Ang Se Ang Lagana» (Версия №1) | Алка Ягник, Винод Ратход, Судеш Бхосле           | 4:01         |
| 3. | «Jaadu Teri Nazar»              | Удит Нараян                                      | 5:30         |
| 4. | «Darwaza Band Karlo»            | Лата Мангешкар, Абхиджит Бхаттачарья             | 6:05         |
| 5. | «Likha Hai Ye»                  | Харихаран, Лата Мангешкар                        | 5:12         |
| 6. | «Solah Button Meri Choli Mein»  | Лата Мангешкар, Кавита Кришнамурти, Памела Чопра | 7:35         |
| 7. | «Ishq Da Rog Bura»              | Лата Мангешкар, Винод Ратход                     | 5:43         |
| 8. | «Ang Se Ang Lagana» (Версия №2) | Алка Ягник, Винод Ратход, Судеш Бхосле           | 6:49         |

## Кассовые сборы, номинации и награды фильма
По итогам года картина заняла третье место по величине кассовых сборов среди выпущенных в 1993 году художественных фильмов и получила статус «суперхит». Помимо хорошей реакции аудитории, фильм был отмечен номинациями и призами престижных премий:
Национальная кинопремия
- Приз в категории «Лучший развлекательный фильм»[9]

Filmfare Awards
- Номинация «Лучшая режиссёрская работа» — Яш Чопра
- Номинация «Лучшая музыка для фильма» — композиторский дуэт Шив—Хари[англ.]
- Номинация «Лучшая отрицательная роль» — Шахрух Хан
- Приз в категории «Лучшая операторская работа» — Манмохан Сингх[англ.]
- Приз в категории «Лучшая комическая роль» — Анупам Кхер